# 御姊
御姊（日语：／ Onē），來自日本的漢字詞語，本義是對姊姊的敬稱。

## 定義
在ACG中除了一部分明顯是比男主角稍大的女性外，「御姊型角色」指的是在外型、個性和氣質上較為成熟的年輕女性，或是具備下列特質、身高偏高（通常在160公分以上）的少女或青年女性（通常20~40歲，特例上也可以放寬至40歲以上）。
她們給人一種大姊姊的印象（對男主角或預設的讀者觀眾相對）。因此外表稚嫩、個性較為單純幼稚的成年女生通常不被視為「御姊型角色」。
她們在ACG作品中受到一定程度的歡迎。相對於蘿莉控、正太控，偏好御姊者常被稱為「御姊控」。另外，「姊控」也可指年上恋關係中的年龄小者角色。

### 特徵
1. 身心成熟：為首要標準，身體與心智的雙重成熟。也就是在身材上有成年人的感覺，性格上冷靜、沉穩、堅強，認知上對各種事物的理解是全面的，不易被誘惑等。
2. 博學自信：基於豐富的知識和較高的認知度，擁有穩定的人生觀、價值觀，因此表現自信、從容不迫。
3. 更顯成熟的嗜好：擁有成年人喜愛或崇尚的愛好，比如喜歡喝酒，看有哲理性的書籍等。
4. 風情優雅：面對同齡或年長的異性，表達情感不任性，自持自如，張弛有度。
5. 母性本能：更多母性本能的激發和修養而來的包容力，會讓她們更能體貼、寬容他人，尤其是對待晚輩，能給人如同“姐姐”一般溫柔、可靠、積極和溫暖人心的感覺，引起被其保護的希望。
6. 擁有後盾：從外在來看，她們受人敬仰、尊重，給人只可遠觀，不可褻玩的脫俗感，所以會有穩定可靠的支持者，還有充分的物質儲備和心理防衛作為自我支持。

此外也有許多因人而異的特徵，例如氣場神秘、身手矯健、個性不夠坦率、能完美地隱藏自己的情緒與想法、關懷體貼晚輩的同時又愛捉弄他們等等。

### 與「女王型角色」的區別
「女王型角色」同御姐有相似的強攻性質，相對更顯得很有威嚴，愛使喚人，會給人高高在上的感覺。事實上，兩種屬性是可以共存的。
另外，女王屬性沒有年齡體型等方面的限制，很多蘿莉型角色也有女王屬性。
例如：“三鄉雫”和“卡恰·伊卡捷琳娜·庫拉耶”都有女王屬性，但前者是御姐，後者是蘿莉。